# Reginald Turner
Reginald Turner, detto Reggie (2 giugno 1869 – Firenze, 7 dicembre 1938), è stato uno scrittore inglese, noto soprattutto per la sua appartenenza al movimenta esteta vittoriano e per la sua amicizia con Oscar Wilde.

## Biografia
Figlio illegittimo della famiglia Levy-Lawson, Reginald Turner studiò al Merton College di Oxford, prima di praticare brevemente legge. Si dedicò allora al giornalismo, inaugurando la pagina di gossip di The Daily Telegraph, il giornale di proprietà della famiglia. Tra il 1901 e il 1911 pubblicò una dozzina di romanzi, ma nessuno di essi ottenne mai un grande successo e solo tre furono ristampati. Nonostante lo scarso successo come scrittore, Turner era un assiduo frequentatore dell'aristocrazia letteraria britannica, annoverando tra i propri amici Oscar Wilde, Somerset Maugham, D. H. Lawrence, Osbert Sitwell, H. G. Wells ed Arnold Bennett.
Il nome di Turner è noto soprattutto per il suo legame con Oscar Wilde, di cui rimase uno dei pochi amici dopo l'arresto e la condanna per atti osceni. Insieme a Robert Ross e Frank Harris, Reginald Turner fu uno dei pochi ad occuparsi di Wilde dopo la sua scarcerazione nel 1898, rimanendogli accanto fino alla morte, che lo colse a Parigi nel 1900. Dopo la morte di Wilde, la corrispondenza tra Turner e lo scrittore irlandese fu pubblicata. Turner era omosessuale e, dopo il processo e la condanna di Wilde, cominciò a temere per la propria libertà nel Regno Unito, optando quindi di vivere nell'Europa continentale. Dopo aver vissuto per anni a Parigi, Turner si trasferì a Firenze, dove morì all'età di sessantanove anni e fu sepolto al Cimitero evangelico agli Allori.

## Opere
- Cynthia's Damages. A story of the stage, Greening & Co, Londra (1901)
- The Comedy of Progress, Greening & Co, Londra (1902)
- Castles in Kensington, Greening & Co, Londra (1904)
- Dorothy Raeburn, Greening & Co, Londra (1905)
- Peace on Earth, Alston Rivers di Londra (1905)
- The Steeple, Greening & Co, Londra (1905)
- Davry's Affairs, Greening & Co, Londra (1906)
- Uncle Peaceable, Greening & Co, Londra (1906)
- Imperial Brown of Brixton, Chapman & Hall, Londra (1908)
- Samson Unshorn, Greening & Co, Londra (1909)
- Count Florio and Phyllis K., Chapman & Hall, Londra (1910)
- King Philip the Gay, Greening & Co, Londra (1911)

## Nella cultura di massa
Reginald Turner è stato interpretato da Colin Firth nel film di Rupert Everett The Happy Prince - L'ultimo ritratto di Oscar Wilde (2017).